# Walraven van Hall
Walraven (Wally) van Hall (10 de febrer de 1906 – 12 de febrer de 1945) fou un banquer neerlandès i líder de la resistència durant l'ocupació dels Països Baixos a la Segona Guerra Mundial. Fundà el banc de la Resistència, que s'encarregava de distribuir fons a les víctimes de l'ocupació nazi dels Països Baixos i de finançar la resistència neerlandesa.

## Vida primerenca
Nat en el si d'una família neerlandesa influent, van Hall estudià de bon principi per esdevenir un oficial de la marina mercant però, després d'haver treballat durant uns quants anys de tercer oficial va ser rebutjat per problemes de visió. Incapaç de treballar a la marina mercant, el 1929 es traslladà a la ciutat de Nova York. El seu germà Gijs van Hall, que esdevindria alcalde d'Amsterdam i que havia treballat en un banc, el va ajudar a aconseguir una feina en una firma de Wall Street. Havent conegut el sector bancari, van Hall retornà als Països Baixos i esdevingué banquer i corredor de borsa.

## Segona Guerra Mundial
Després que els alemanys envaïssin els Països Baixos el maig de 1940, es creà un fons per a ajudar les famílies dels mariners mercants (que quedaren atrapats a l'estranger en esclatar la guerra). Tant a ell com al seu germà Gijs els van demanar que ajudessin a crear-ne la secció amsterdamesa. A causa de la seva experiència en la banca, van Hall fou capaç de proveir el finançament amb l'ajuda dels avals del govern neerlandès a Londres. Al cap de poc, els alemanys començaren a adoptar mesures anti-jueves i de treballs forçats, la qual cosa n'incrementà la resistència. Van Hall expandí les activitats de captació de fons per tota mena de grups de resistència i passà a ser conegut com a banquer de la resistència.

### Detenció
El 27 de gener de 1945, un membre de la resistència que havia sigut arrestat el dia anterior i que creia erròniament que els participants estarien al corrent del seu arrest i que no assistirien a la trobada va donar el nom del lloc de trobada. Malgrat que els alemanys tenien una idea vaga que algú havia de coordinar les finances de la resistència, mai esbrinaren que era van Hall. El gener de 1945, el col·laborador neerlandès Johan van Lom traí Teus van Vliet, membre fundador de la resistència neerlandesa. Van Vliet cedí a la tortura i diversos capdavanters de la resistència, incloent-hi van Hall foren arrestats com a conseqüència.

### Execució i enterrament
Van Hall fou executat a Haarlem com a venjança per la mort d'un oficial policial d'alt rang. Després de la guerra fou enterrat a Overveen a Erebegraafplaats Bloemendaal (cementiri honorari).

## Distincions honorables
El govern neerlandès el guardonà pòstumament amb la Creu de la Resistència Neerlandesa (Verzetskruis). Així mateix, els Estats Units li atorgaren la Medalla de la Llibertat amb palma d'or. Israel el reconegué com a "Justos entre les Nacions" el 1978 per donar suport i finançar entre 800 i 900 jueus amagats durant la guerra. En honor dels seus actes a la resistència, se li erigí un moment a prop de l'oficina del Banc Central Neerlandès la tardor de 2010, al número 40 de Frederiksplein a Amsterdam.

## Al cinema
Bankier van het Verzet, dirigida per Joram Lürsen i protagonitzada per Barry Atsma, és un film neerlandès dramàtic del 2018 de la Segona Guerra Mundial basat en la tasca de van Hall de finançar la resistència neerlandesa a la Segona Guerra Mundial.